# Matila Malliarakis
Matila Malliarakis (ur. 1986 w Galey) – francuski aktor filmowy, teatralny i telewizyjny. 
W 2010 roku ukończył Conservatoire national supérieur d'art dramatique (CNSAD) w Paryżu. Za rolę homoseksualnego Paulo Moiro w dramacie Za murami (Hors les murs, 2012) otrzymał nagrodę na festiwalu Chéries-Chéris.

## Filmografia

### Filmy fabularne
- 2005: La Main noire (film krótkometrażowy) jako William Bones
- 2005: Frappes interdites (TV) jako Elvis
- 2006: Français pour débutants jako Jean-Luc
- 2007: La Vie sera belle (TV) jako Delcourt
- 2009: Des illusions jako chłopak autograf
- 2009: Artur i zemsta Maltazara (Arthur and the Revenge of Maltazard) - dubbing
- 2010: Niezwykłe przygody Adeli Blanc-Sec (Les aventures extraordinaires d'Adèle Blanc-Sec) jako Mumia "Semothep"
- 2012: Za murami (Hors les murs) jako Paulo Moiro
- 2013: Le cri de Viola (film krótkometrażowy) jako Jonathan Wiesniowski
- 2013: Cruel jako Hugo Castanet
- 2014: Tout, tout de suite jako Suze

### Seriale TV
- 2006: Camping Paradis jako Yann
- 2012: Powracający (Les Revenants) jako Frédéric
- 2013: Julie Lescaut jako Benjamin Ducastel
- 2014: Résistance jako Bernard Kirschen